# Kaschmir-Gleithörnchen
Das Kaschmir-Gleithörnchen (Eoglaucomys fimbriatus) ist ein Gleithörnchen des Himalaya. Es wird vor allem im Kaschmir gefunden, aber auch in angrenzenden Teilen Afghanistans und Pakistans. Traditionell wird es meistens in die Gattung der Pfeilschwanz-Gleithörnchen gestellt. Thorington begründete 1996, warum das Kaschmir-Gleithörnchen die Stellung in einer eigenen Gattung verdiene. In diese Argumentation wurden die Bezahnung, der Penisknochen und die Handwurzelknochen wegen ihrer Andersartigkeiten einbezogen.

## Merkmale
Das Kaschmir-Gleithörnchen hat eine Kopf-Rumpf-Länge von 23,5 bis etwa 30 Zentimetern, hinzu kommt eine Schwanzlänge von 25 bis 33 Zentimetern bei einem Gewicht von 300 bis etwa 750 Gramm. Das Fell ist oberseits dunkelgrau bis -braun mit schwarzen Einfärbungen. Die Bauchseite ist creme-weißlich bis grau-sandfarben gefärbt. Der Schwanz ist an der Basis abgeflacht und bekommt weiter hinten einen runden Querschnitt, er hat eine rötliche Basis und eine auffällige schwarze, abgestumpfte Spitze; dabei beginnt die schwarze Färbung etwa ab der Hälfte oder zwei Dritteln der Schwanzlänge. Die Füße sind in der Regel schwarz gefärbt und die Außenseiten der Hinterfüße sind mit Büscheln von Haaren versehen, die ihren Ursprung zwischen den Zehenansätzen haben. Die Gestalt gleicht weitgehend den Pfeilschwanz-Gleithörnchen der Gattung Hylopetes.
Neben den Tieren mit Standardfärbung wurden auch melanistische Individuen beobachtet. Die beiden Unterarten lassen sich voneinander vor allem durch Zahnmerkmale unterscheiden.

## Verbreitung

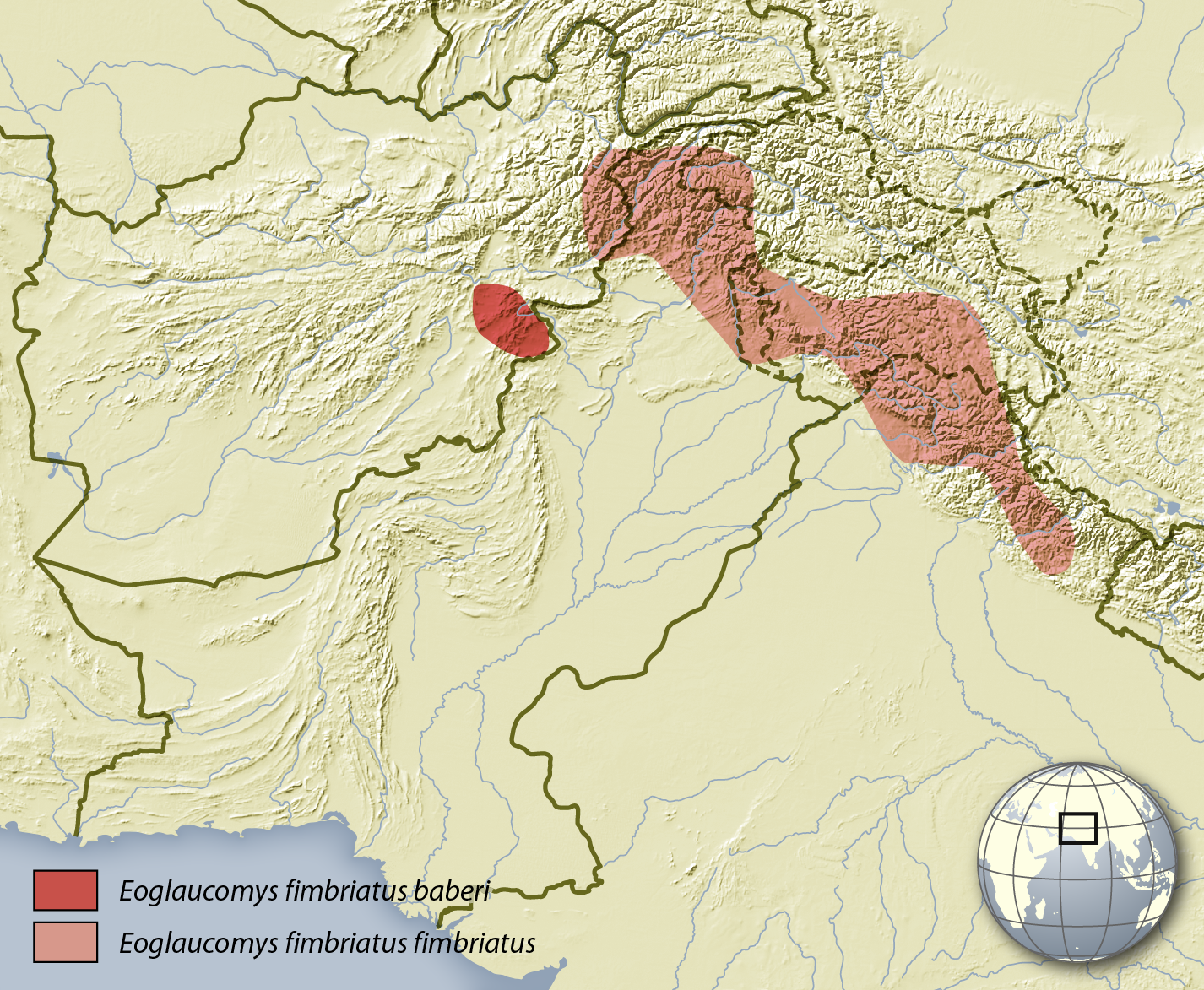
Verbreitungsgebiete des Kaschmir-Gleithörnchens

Das Verbreitungsgebiet des Kaschmir-Gleithörnchens reicht vom östlichen Afghanistan über Teile von Pakistan bis in den Norden von Indien.

## Lebensweise
Der Lebensraum des Kaschmir-Gleithörnchens sind Nadelwälder des nordwestlichen Himalaya in Höhen zwischen 1600 und 4000 Metern. Es lebt in feuchtwarmen Waldregionen mit einem Bestand aus immergrünen Laub- und Nadelbäumen, Hauptarten sind die Tränen-Kiefer (Pinus wallichiana) und die Himalaja-Fichte (Picea smithiana) sowie in trockeneren Bereichen die Himalaya-Zeder (Cedrus deodara) und die Stein-Eiche (Quercus ilex). Es ist möglich, dass die Tiere im Winter in tropische Kiefernwälder in tieferen Lagen um 900 Meter absteigen. Sie bauen ihre Nester je nach Verfügbarkeit in Baumhöhlen oder Felsspalten in höheren oder im Geäst der Bäume in tieferen Lagen, gelegentlich nisten sie auch in oder auf Dächern von Häusern in Siedlungsbereichen.
Die Tiere sind nachtaktiv und verbringen den Tag in ihren Nestern oder in Baumhöhlen. Sie ernähren sich vor allem von Samen verschiedener Pflanzen, wobei insgesamt mehr als 22 Nahrungspflanzen identifiziert werden konnten. Hinzu kommen je nach Jahreszeit und Verfügbarkeit Früchte, Beeren, Knospen, Blüten, Triebe und andere Pflanzenteile sowie vor allem im Winter Moose, Flechten, Blätter und Rinden. Im Vergleich zum teilweise sympatrisch und häufig in den gleichen Bäumen vorkommenden Taguan (Petaurista petaurista) ist die Nahrungszusammensetzung sehr viel stärker von Samen als von Blättern und anderen Pflanzenteilen bestimmt. Die Arbeitsgruppe um den pakistanischen Zoologen Chaudhry M. Shafique führt dies auf die Größenunterschiede zurück und schließt aus dem Vergleich, dass eine größere Körpergröße bei den Flughörnchen in dieser Konkurrenzsituation mit der Tendenz zu einer Laubdiät verbunden ist. Wie andere Gleithörnchen springen die Tiere von den Bäumen und können dank ihrer Gleithaut zwischen den Beinen längere Strecken gleitende zurücklegen. Beim Kaschmir-Gleithörnchen sind Gleitflüge von mehr als 50 Metern dokumentiert, wahrscheinlich können sie jedoch vor allem bei Sprüngen von höheren Positionen auch länger werden.
Kaschmir-Gleithörnchen leben in der Regel in Paaren, die auch gemeinsam bei den Jungtieren bleiben. Die Weibchen der Kaschmir-Gleithörnchen gebären zweimal im Jahr, im Frühjahr und Sommer, jeweils einen Wurf von zwei bis vier Jungtieren. Wenn Junge im Nest sind, verlassen die beiden Eltern jeweils einzeln das Nest zur Nahrungssuche, sodass immer ein Elter im Nest bleibt. Dabei geht meist erst das Männchen und danach das Weibchen auf Nahrungssuche. Die Jungtiere des Sommerwurfs erreichen ihre volle Größe im November des gleichen Jahres. Der wichtigste Feind dieses Hörnchens ist der Buntmarder (Martes flavigula), der die Tiere im Geäst und in den Nestern jagt.

## Systematik
Das Kaschmir-Gleithörnchens wurde 1837 von John Edward Gray als Sciuropterus fimbriatus mit der Ortsangabe „Indien“ beschrieben. Diese wurde erst 1837 auf den westlichen Himalaja und 1955 auf Shimla in Himachal Pradesh korrigiert. Die Erstbeschreibung der Gattung Eoglaucomys erfolgte durch Arthur Holmes Howell im Jahr 1915 in Abgrenzung zur Gattung Glaucomys, durch John Reeves Ellerman wurde sie jedoch 1947 mit Hylopetes zusammengeführt und das Kaschmir-Gleithörnchen entsprechend als Pfeilschwanz-Gleithörnchen-Art Hylopetes fimbriatus eingeordnet. Die Eigenständigkeit der Gattung Eoglaucomys wurde in der Folge unter anderem von Richard W. Thorington mehrfach auf der Basis von morphologischen und später auch auf der Basis molekularbiologischer Merkmale bestätigt.
Auf der Basis molekularbiologischer Merkmale wurde das Kaschmir-Gleithörnchens in die nähere Verwandtschaft der in Nordamerika vorkommenden Neuweltlichen Gleithörnchen (Glaucomys) eingeordnet, wodurch der Status als eigenständige Gattung noch verhärtet wurde. Sie bestätigen zudem die Hypothese, dass die Gattungen Glaucomys und Eoglaucomys als Schwestertaxa zu betrachten sind, die bereits unter anderem durch Thorington und Karolyn Darrow auf der Basis der Knochen der Handgelenke und von anderen Autoren aufgestellt wurde. Diese Verwandtschaft wurde zudem bei dieser Analyse wie auch bei einer weiteren Arbeit von Thorington gemeinsam mit Diane Pitassy und Sharon A. Jansa aus dem Jahr 2002 unterstützt.  Heute ist das Kaschmir-Gleithörnchens die einzige Art innerhalb der damit monotypischen Gattung. Eine von Edward Blyth 1847  beschriebene weitere Art, Eoglaucomys baberi, wird heute als Unterart des Kaschmir-Gleithörnchens angesehen.
Innerhalb der Art werden entsprechend zwei Unterarten betrachtet, deren Verbreitungsgebiete getrennt sind:
- Eoglaucomys fimbriatus fimbriatus (Gray, 1837): die Unterart kommt von der Provinz Punjab (Pakistan) in Pakistan über Jammu und Kashmir bis Almora in Uttarakhand im nördlichen Indien vor.
- Eoglaucomys fimbriatus baberi (Blyth, 1847): Das Verbreitungsgebiet liegt im Nordosten Afghanistans von Paktika bis Kabul und der Provinz Nangarhar bis in die Provinz Khyber Pakhtunkhwa im Norden von Pakistan.

## Bedrohung und Schutz
Das Kaschmir-Gleithörnchen wird von der International Union for Conservation of Nature and Natural Resources (IUCN) als nicht gefährdet (Least Concern, LC) eingeordnet. Begründet wird dies durch das vergleichsweise große Verbreitungsgebiet sowie das häufige Vorkommen der Art in ihrem Verbreitungsgebiet. Potenzielle Gefährdungen für den Gesamtbestand sind nicht vorhanden, allerdings kann lokal selektiver Holzeinschlag, die Umwandlung von Waldgebieten in landwirtschaftliche Flächen und die Jagd auf die Tiere für den Haustier- und Pelzhandel zur Bedrohung werden.

## Belege
1. 1 2 3 4 5 6 7 8 9 10 11 12 13 14  J.L. Koprowski, E.A. Goldstein, K.R. Bennett, C. Pereira Mendes: Genus Eoglaucomys. In: Don E. Wilson, T.E. Lacher, Jr., Russell A. Mittermeier (Hrsg.): Handbook of the Mammals of the World: Lagomorphs and Rodents 1. (HMW, Band 6) Lynx Edicions, Barcelona 2016, ISBN 978-84-941892-3-4, S. 759.
2. ↑  Chaudhry M. Shafique, Sohail Barkati, Tatsuo Oshida, Motokazu Ando: Comparison of Diets between Two Sympatric Flying Squirrel Species in Northern Pakistan. Journal of Mammalogy 87 (4), 24. August 2006; S. 784–789. doi:10.1644/05-MAMM-A-225R2.1.
3. ↑  Anjali Goswami: Eoglaucomys fimbriatus, Kashmir flying squirrel im Animal Diversity Web (ADW); abgerufen am 19. August 2019.
4. 1 2 3 4 5  Tatsuo Oshida, Chaudhry M. Shafique, Sohail Barkati, Masatoshi Yasuda, Nor Azman Hussein, Hideki Endo, Hisashi Yanagawa, Ryuichi Masuda: Phylogenetic position of the small Kashmir flying squirrel, Hylopetes fimbriatus (≡ Eoglaucomys fimbriatus), in the subfamily Pteromyinae. Canadian Journal of Zoology 82 (8), 2004; S. 1336–1342. doi:10.1139/z04-108.
5. ↑  Arthur Holmes Howell: Description of a new genus and seven new races of flying squirrels. Proceedings of the Biological Society of Washington 28, 1915; S. 109–114. (Digitalisat)
6. ↑  Richard W. Thorington Jr., Amy L. Musante, Charles G. Anderson, Karolyn Darrow: Validity of three genera of flying squirrels: Eoglaucomys, Glaucomys and Hylopetes. In: Journal of Mammalogy 77 (1), 1996; S. 69–83. doi:10.2307/1382710.
7. 1 2  Richard W. Thorington Jr., Karolyn Darrow: Anatomy of the squirrel wrist: Bones, ligaments, and muscles. Journal of Morphology 246 (2), November 2000; S. 85–102. doi:10.1002/1097-4687(200011)246:2<85::AID-JMOR4>3.0.CO;2-5.
8. ↑  Richard W. Thorington Jr., Diane Pitassy, Sharon A. Jansa: Phylogenies of Flying Squirrels (Pteromyinae). Journal of Mammalian Evolution 9 (1–2), Juni 2002; S. 99–135. doi:10.1023/A:1021335912016
9. 1 2 3  Eoglaucomys In: Richard W. Thorington Jr., John L. Koprowski, Michael A. Steele: Squirrels of the World. Johns Hopkins University Press, Baltimore MD 2012; S. 90–91. ISBN 978-1-4214-0469-1
10. 1 2  Eoglaucomys fimbriatus in der Roten Liste gefährdeter Arten der IUCN 2019. Eingestellt von: S. Molur, 2008. Abgerufen am 14. August 2019.